# Battaglia del solstizio
La battaglia del solstizio (o seconda battaglia del Piave) fu combattuta nel giugno 1918 tra l'Imperiale e regio esercito austro-ungarico e il Regio Esercito italiano ed impegnò gli austro-ungarici nella loro ultima grande offensiva della prima guerra mondiale. il nome "battaglia del solstizio" fu dato dal poeta Gabriele d'Annunzio.

## Antefatti
Con il successo ottenuto contro gli italiani nella XII Battaglia dell'Isonzo 1917, ricordata anche come “Caporetto”, e con l’uscita della Russia dal conflitto in seguito alla resa e alla pace di Brest Litovsk, l’impero austroungarico aveva nettamente migliorato la propria condizione nel conflitto. Tuttavia la crisi non era passata senza gravi conseguenze. Nell'aprile 1918 erano stati resi pubblici i tentativi di Carlo I di ottenere una pace separata nel 1917, il cosiddetto “affare Sisto”. I tedeschi infuriati avevano perciò imposto all’Austria Ungheria a legarsi indissolubilmente in una posizione subordinata alla Germania per proseguire la guerra.
Già nel marzo 1918 il capo di stato maggiore Arz von Straussenburg aveva rassicurato l'alleato tedesco su un'offensiva estiva in via di preparazione sul fronte italiano, in appoggio strategico all'offensiva di primavera di Ludendorff sul fronte occidentale. Ma i rapporti tra i due Imperi centrali erano da tempo conflittuali. L'Austria-Ungheria, ormai allo stremo e alle soglie della carestia alimentare, dipendeva fortemente dagli aiuti tedeschi, che l'avevano salvata sul fronte orientale e avevano permesso lo sfondamento di Caporetto. Appariva però evidente anche agli alti comandi che l'intransigenza tedesca minava fortemente le possibilità di sopravvivenza dell'Impero asburgico.  Comunque, vista l’impraticabilità di trattative per ottenere una pace separata, non restava che tentare di mettere definitivamente fuori combattimento l’Italia, per poi trasferire le forze residue in Francia a sostegno della grande offensiva (Kaiserschlacht) scatenata dai tedeschi nel marzo 1918. Presa la decisione, ne nacque subito una diatriba che vide opporsi le differenze strategiche dello stato maggiore dell'Impero austroungarico. Da una parte il disegno pianificato da tempo dal comandante del fronte alpino, il feldmaresciallo Conrad, che prevedeva un intervento massiccio dal Tirolo, uno sfondamento delle difese italiane sull'altipiano di Asiago e sul monte Grappa e il proseguimento lungo la pianura del Brenta. Il completamento della manovra sarebbe avvenuto con lo sfondamento delle difese del monte Tomba e la discesa verso il Piave e Pederobba, in direzione di Treviso - Padova e Venezia. Dall'altra, la strategia proposta dal feldmaresciallo Borojević, che prevedeva il massimo sforzo da parte delle sue armate lungo il Piave, nel tentativo di sfruttare la posizione d'attacco dell'isoletta Grave di Papadopoli, nel territorio di Cimadolmo, la posizione presso Ponte di Piave – dove il corso del fiume si restringe e la posa delle passerelle diventa più semplice – e infine lo sfruttamento di una situazione analoga nel territorio di San Donà di Piave.
Da parte italiana, le notizie dell'offensiva nemica erano state preannunciate dall'osservazione aerea quotidiana dell'aviazione leggera del Corpo Aeronautico e da quella dei palloni frenati, nonché dal servizio di spionaggio e dalla assidua corrispondenza dei connazionali residenti di là dal fronte, effettuata attraverso piccioni viaggiatori.

## Piano delle operazioni
L'obiettivo strategico era di sfondare e raggiungere la fertile Pianura Padana, impossessandosi delle scorte italiane, per costringere il nemico all'armistizio e quindi liberare forze da concentrare in un secondo momento sul fronte franco-tedesco.
L'offensiva fu preparata con grande cura. Gli austroungarici vi impegnarono oltre sessanta divisioni (considerando anche la riserva), senza però raggiungere un'effettiva superiorità di uomini e mezzi. Nel complesso, nonostante la situazione, il morale dell'esercito sembrava ancora alto e la fiducia negli esiti dell'azione era elevata, malgrado l'oggettiva penuria di beni di prima necessità, a Vienna come al fronte. In questo senso, Borojević, comandante del III gruppo armate del Piave, promosso a feldmaresciallo, non era favorevole a questa offensiva e avrebbe preferito preservare l'esercito su posizioni difensive per la salvezza della monarchia. Soltanto in seguito dovette rassegnarsi alle forti pressioni che provenivano dall'alto comando tedesco, e accettare il piano di offensiva voluta da von Arz e da Conrad.

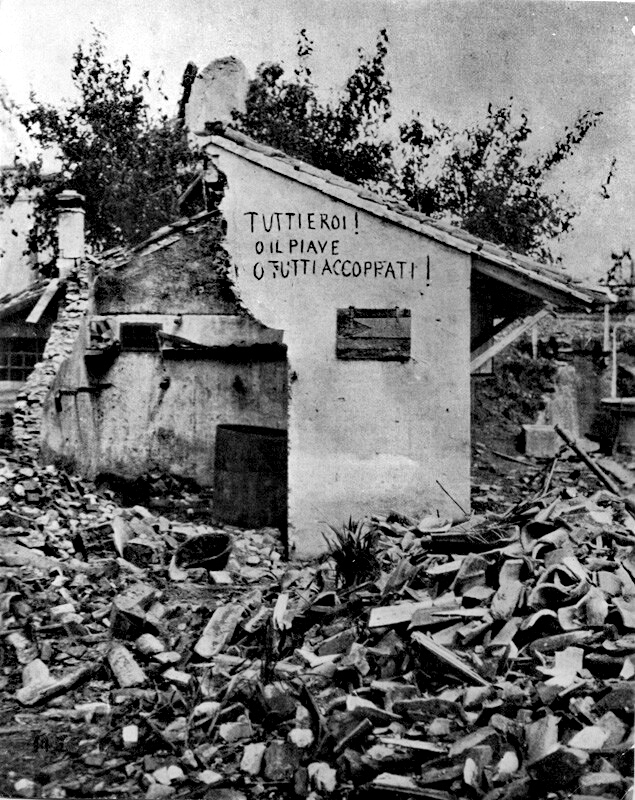
Casa sinistrata con una famosa scritta patriottica ideata e scritta dal Bers. gen. Ignazio Pisciotta a Fagarè della Battaglia durante la battaglia del solstizio (foto di Luigi Marzocchi, 24 giugno 1918)

Il piano d'attacco soffriva, in effetti, degli scontri personali e ideologici tra i due capi austroungarici, Conrad e Borojević. Lo sforzo, anziché essere concentrato in un punto come a Caporetto, fu suddiviso tra i due rispettivi gruppi d'armate. Il piano prevedeva tre operazioni distinte: un iniziale attacco diversivo sul Passo del Tonale, operazione Lawine (valanga), avrebbe anticipato quello dall'altopiano di Asiago verso Vicenza da parte della 10ª e 11ª armata di Conrad forti di ventitré divisioni, con altre quattordici di riserva (operazione Radetzky), e uno attraverso il Piave verso Treviso da parte della 5ª e 6ª armata di Borojević, con quindici divisioni e altre otto in riserva (operazione Albrecht). Queste due penetrazioni avrebbero dovuto costruire i due bracci di una tenaglia che si sarebbe dovuta chiudere attorno alla zona di Padova.
Un altro grave difetto del piano austriaco consisteva nella impossibilità di trasferire abbastanza rapidamente uomini e mezzi da un settore all’altro dell'attacco, perché dal fronte trentino al Piave non esistevano vie dirette. L’eventuale successo conseguito su uno dei due fronti non avrebbe perciò potuto essere sfruttato trasferendo risorse da un braccio dell’offensiva all’altro. Al contrario, lo schieramento italiano consentiva lo spostamento di forze per linee interne e, inoltre, comprendeva una forte formazione come la 9ª armata (costituita da ben otto divisioni di cui due di “arditi”) alle spalle dello schieramento, fra Vicenza e Padova, che avrebbe potuto intervenire su entrambi i fronti della battaglia a sostegno della sezione che si fosse trovata in difficoltà. Infine, le scorte di munizioni per l’’artiglieria austriaca erano molto limitate, al contrario di quelle a disposizione dell'esercito italiano che era molto ben rifornito, per cui la durata dell'azione offensiva sarebbe stata di necessità piuttosto breve. Di conseguenza, la mancanza di una chiara superiorità sul piano tattico e logistico, di fronte alla ricostituita forza dell'esercito italiano, fisica e morale, attuata da Armando Diaz dopo Caporetto, condannarono l'offensiva austroungarica al fallimento.

## La risposta italiana

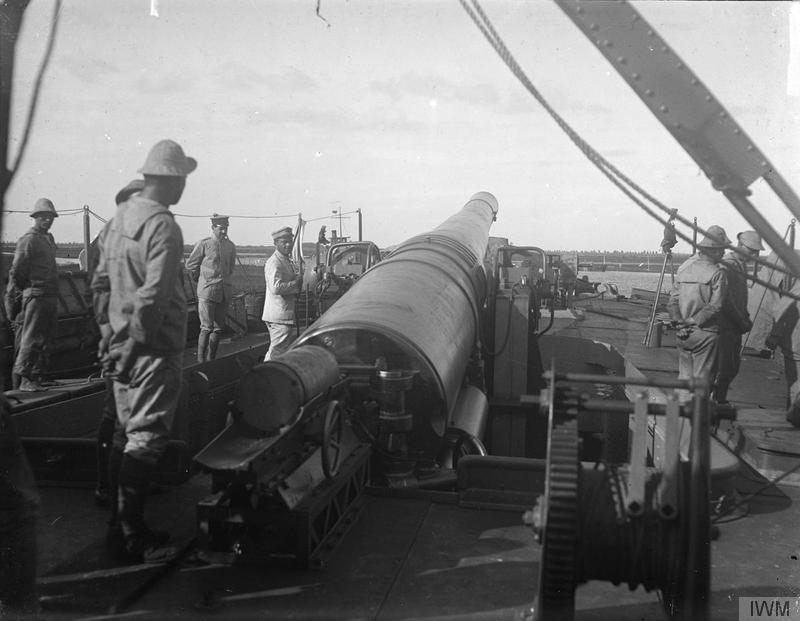
Artiglieria italiana sulla linea del Piave

L'Italia, già alla fine di febbraio, si era completamente ripresa dalla disastrosa sconfitta subita nell'autunno dell'anno precedente. I suoi armamenti e le sue scorte, anche grazie all'aiuto degli alleati, avevano ripreso una consistenza di tutto rispetto. Il vettovagliamento della truppa, il morale dei soldati e l'aumentata affidabilità degli stati maggiori, garantita da uno stretto rapporto tra il governo e le forze armate, erano di buon auspicio per il confronto tra i due eserciti, che si sapeva sarebbe avvenuto in tempi ravvicinati.
La forza armata - nel marzo 1918 - poteva contare su uno schieramento di 54 divisioni, alle quali si aggiungevano tre divisioni inglesi, due francesi, la legione cecoslovacca e la Legione Romena d'Italia. Il 10 aprile, al fronte, l'Italia schierava 232 caccia, 66 bombardieri e 205 ricognitori oltre ai rinforzi dalla Francia con 20 ricognitori e dall'Inghilterra con 54 caccia e 26 ricognitori. Ma già nel mese di giugno, grazie alle forniture dell’industria aeronautica che produceva a pieno ritmo, l'aviazione italiana in zona di guerra disponeva di 65 squadriglie e 9 sezioni con 647 aerei per 770 piloti, 474 osservatori, 176 mitraglieri, 916 motoristi e 477 montatori.
Come già detto, gli italiani conoscevano in anticipo i piani del nemico, comprese la data e l'ora dell'attacco, tanto che nella zona del Monte Grappa e dell'Altopiano dei Sette Comuni venne attuata la tattica della "contropreparazione anticipata", in particolare da parte dell'artiglieria della 6ª Armata, comandata dal gen. Roberto Segre, dal quale dipendeva il VII Gruppo (poi 7º Gruppo Autonomo Caccia Terrestre). Le artiglierie del Regio Esercito, appena dopo la mezzanotte, per quasi cinque ore spararono decine di migliaia di proiettili di grosso calibro, tanto che gli alpini che salivano a piedi sul Monte Grappa videro l'intero fronte illuminato a giorno sino al mare Adriatico. Ai primi contrattacchi italiani sul Monte Grappa, molti soldati austriaci abbandonarono i fucili e scapparono, tanto che i gendarmi riuscirono a bloccare i fuggitivi solamente nella piana di Villaco.

## La battaglia

### Passo del Tonale
La X armata del generale Conrad intendeva effettuare un’azione diversiva minacciando di raggiungere la Valtellina in direzione di Milano. Gli austroungarici iniziarono l’attacco con forze limitate a circa diciotto battaglioni, che si scontrarono con altrettanti battaglioni italiani, costituiti da alpini e da unità di fanteria di rinforzo. Le ben fortificate linee difensive italiane si dimostrano un ostacolo insuperabile e, dopo un'intera giornata fatta di pesanti bombardamenti e attacchi di fanteria, il Regio Esercito respinse l'offensiva, lasciando numerosi morti e feriti delle forze nemiche sul campo. L'unica parziale vittoria austriaca, nel vicino settore dell'Adamello, avviene con la riconquista del Corno di Cavento il 15 giugno, caduto in mano italiana l'anno precedente. La cima in questione tornerà sotto il Regio Esercito soltanto un mese dopo con un'operazione militare ben coordinata tra artiglieria e fanteria simile a quella del 1917. Gli italiani ricambieranno l'offensiva austriaca con un attacco sui monti del Tonale il 13 agosto, aggirando quindi il valico montano principale per dilagare in Val di Sole alle spalle dell'Imperial Regio Esercito. L'attacco non ebbe l'esito sperato e gli italiani non mantennero le posizioni conquistate quel giorno. Non si vedrà uno sfondamento italiano su tutta la linea fino all'offensiva finale tra il 1º e il 4 novembre.

### Altopiano dei Sette Comuni
Sull'altipiano dopo la conquista delle Melette la nuova prima linea correva, ad est, sul cosiddetto settore dei Tre Monti.
Qui, dopo la battaglia del 28 - 31 gennaio 1918, tra il 15 ed il 30 giugno 1918 gli austroungarici tentarono nuovamente di sfondare il fronte ma le linee italiane, coadiuvate dagli alleati, riuscirono a tenere salda la situazione. Solamente più ad ovest, nel settore occupato dai reparti britannici, vale a dire sulle pendici del monte Lemerle, gli imperiali riuscirono a sfondare la prima linea delle trincee, ma l'attacco poi non ebbe prosieguo a causa delle enormi perdite subite dagli imperiali.
Il fallimento dell’attacco fu principalmente dovuto alla preparazione anticipata dell’artiglieria comandata dal generale Roberto Segre, che faceva parte della VI armata italiana (generale Montuori)  schierata a difesa in quel settore. Il tiro italiano cominciò alla mezzanotte del 15,  cioè ben tre ore prima dell’orario previsto per l’inizio del tiro di preparazione austriaco, continuando poi senza soste anche dopo l’inizio dell’attacco austriaco. La perfetta conoscenza della disposizione delle linee nemiche (batterie, depositi di munizioni, trinceramenti e zone di concentramento delle fanterie per l’attaccante) grazie alla ricognizione aerea permessa dalla indiscussa superiorità dei caccia alleati, ebbe effetti devastanti anche per il perfetto calcolo balistico predisposto dal generale Segre. Il tiro della artiglieria italiana iniziò con granate a gas e proseguì con il tiro dirompente che distrusse interi reggimenti e tutto il sistema di comunicazione-comando fra i reparti austriaci. Le forze nemiche rimaste disponibili iniziarono comunque l’attacco, ma risultarono indebolite al punto che lo stesso Conrad, il giorno successivo, si rese conto dell’impossibilità di proseguire l’azione. Le perdite austriache furono di oltre quarantacinquemila  uomini, contro circa settemila degli italiani e degli alleati. La straordinaria efficacia della nostra artiglieria in questa occasione fu tale che ancora oggi l’anniversario del 15 giugno è celebrato come la giornata di festa dell’artiglieria italiana.

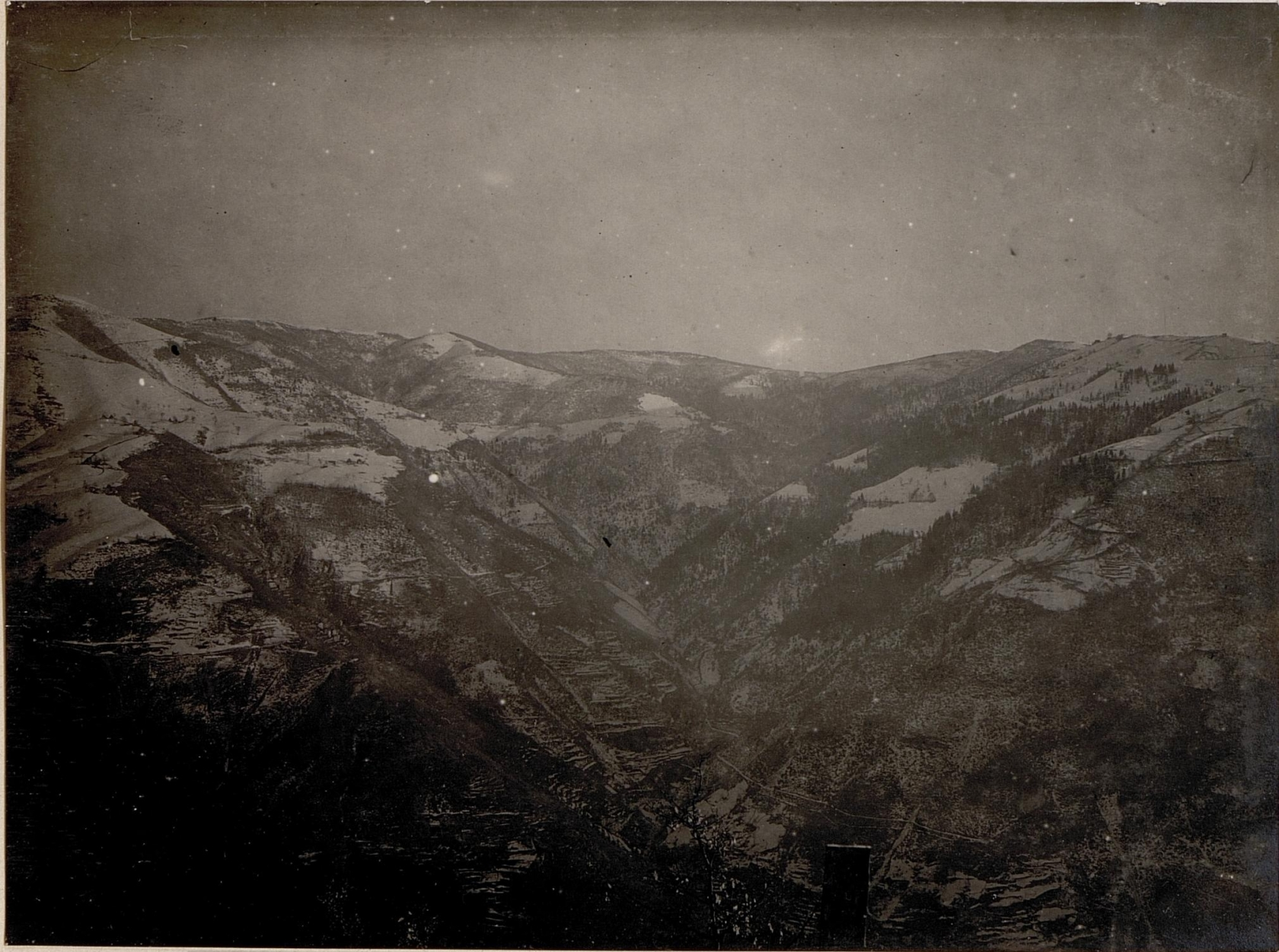
Il Col del Rosso, una delle montagne maggiormente contese, visto dal massiccio delle Melette

### Monte Grappa
Nel settore del Brenta, la 27ª Divisione del generale Viktor Von Scheuchenstuel riuscì a far cadere uno dopo l'altro i capisaldi italiani tenuti dal IX Corpo d'Armata italiano, attestandosi poi sulle cime di Col di Miglio, Col Moschin, Fagheron e Fenilon, Palazzo Negri, Casa dei Pastori e Ca' dei Briganti, pur funestati da pesanti perdite e costretti ad arrestarsi su tale linea. Nonostante il piano prevedesse di riorganizzarsi e proseguire verso la Pianura veneta, prendendo quindi alle spalle le difese italiane sul Piave, il piano fu vanificato dal contrattacco portato nella notte tra il 15 e il 16 giugno dagli Arditi del IX Reparto d'Assalto del maggiore Messe, i quali, coadiuvati dai Reggimenti 91º e 92º della Brigata Basilicata del colonnello Boccacci (che fornivano anche l'artiglieria indispensabile alla corretta applicazione della dottrina tattica degli Arditi), che riconquistò una dopo l'altra le ultime posizioni perdute dal IX C.d'A. e vanificò il vantaggio fino a quel momento ottenuto dalle truppe imperiali, impedendo al generale della 27ª Divisione di concretizzare il proprio piano d'attacco.

### Fiume Piave (seconda battaglia del Piave)

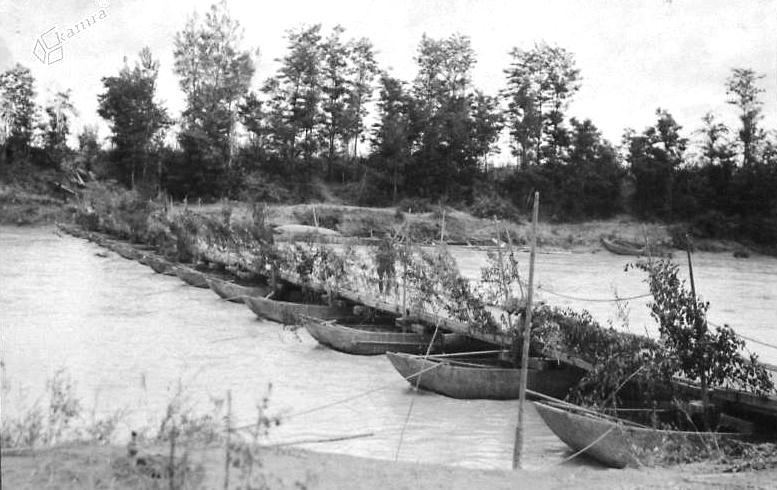
Ponte di barche austriaco sul Piave

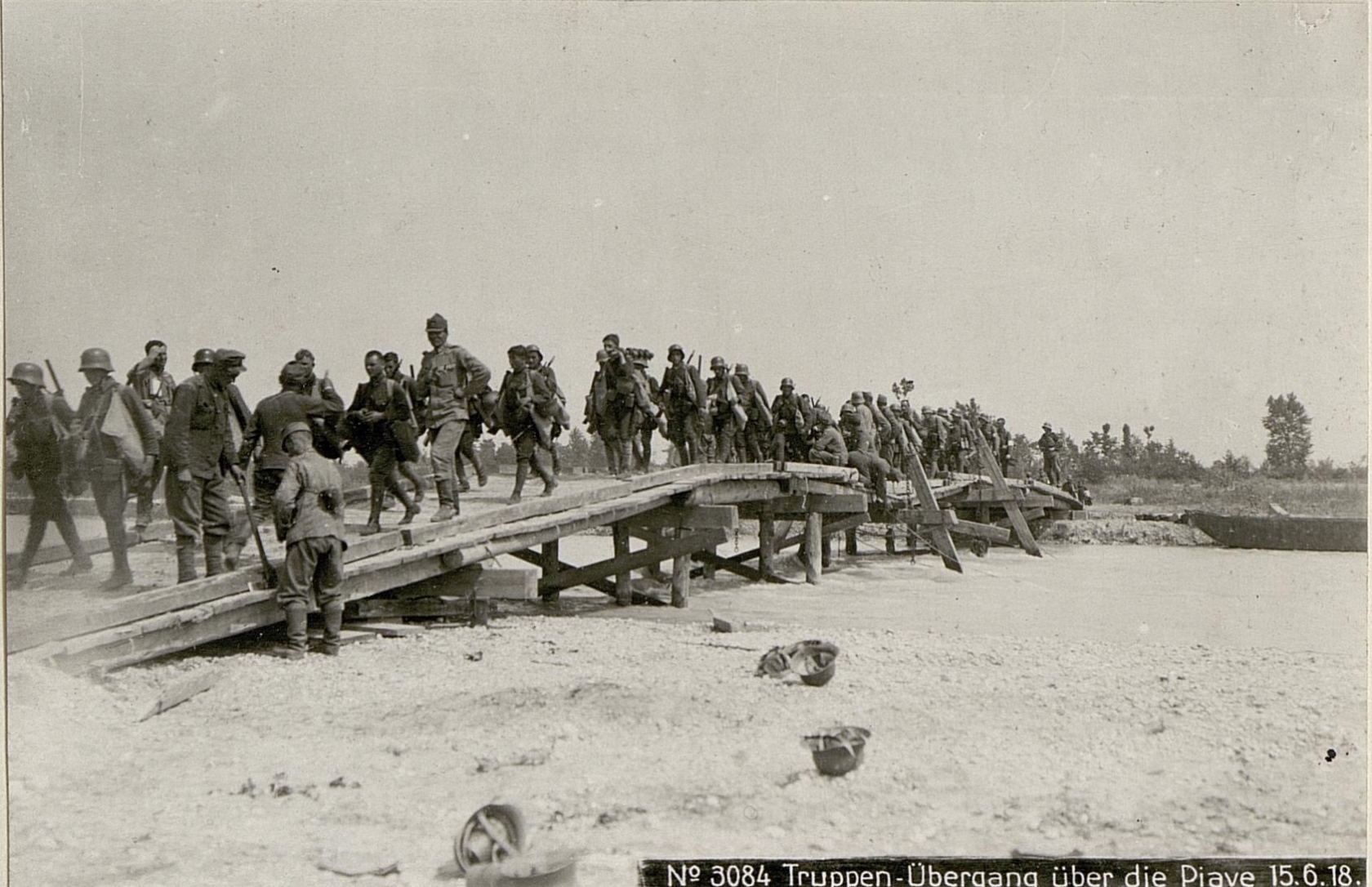
Passaggio di truppe austro-ungariche sul Piave il 15 giugno 1918

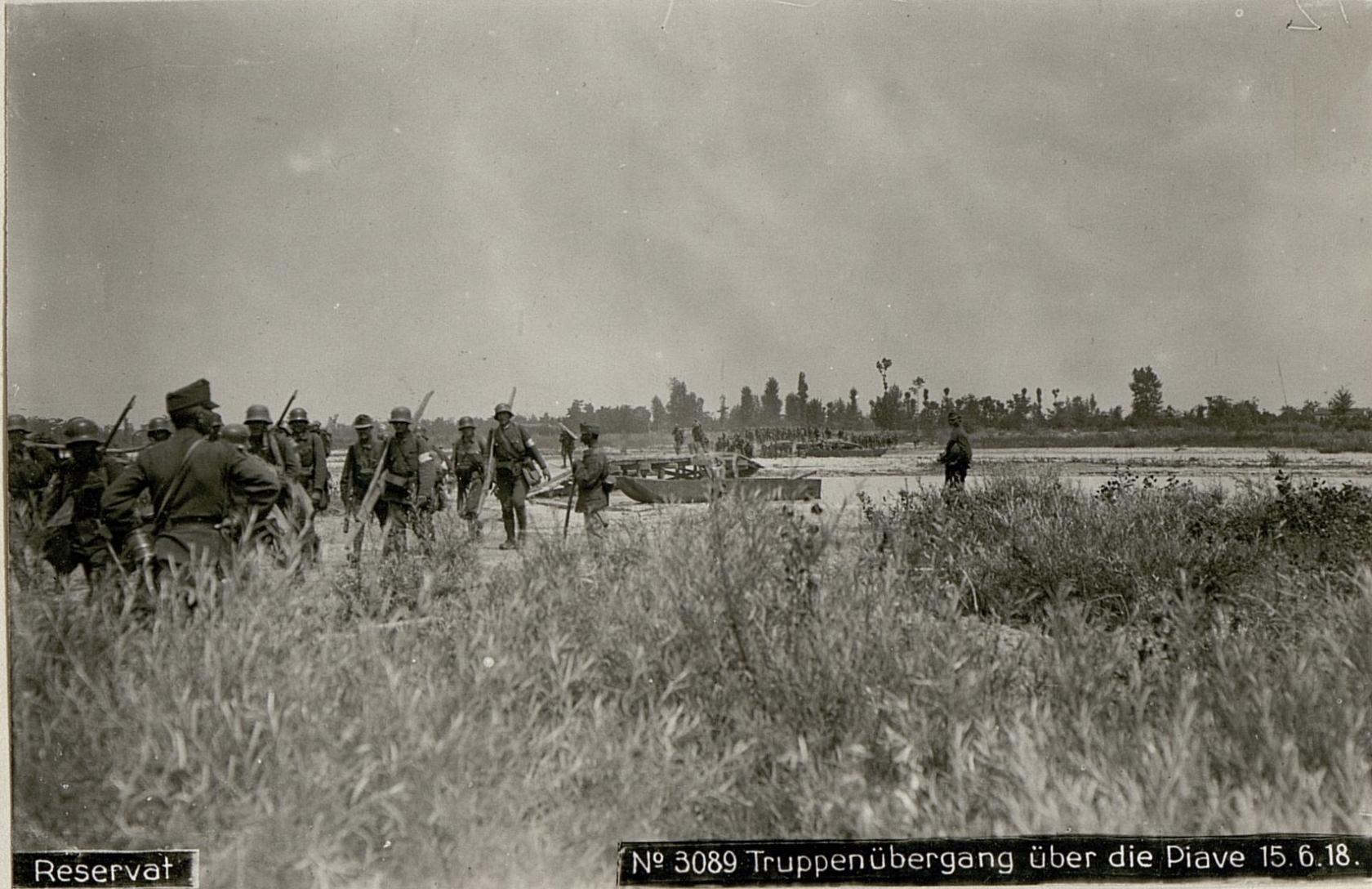
Truppe di riserva che attraversano il Piave il 15 giugno 1918

La mattina del 15 giugno 1918, gli austriaci arrivando da Pieve di Soligo-Falzè di Piave, riuscirono a conquistare il Montello e il paese di Nervesa. Il successo iniziale degli austriaci dipese anche dalla inadeguata predisposizione alla difesa da parte del comandante della 8a armata gen. Pennella, che verrà poi sostituito dal ben più valido gen. Enrico Caviglia. La loro avanzata continuò successivamente sino a Bavaria (sulla direttiva per Arcade), ma furono fermati dalla possente controffensiva italiana, supportata anche dall'artiglieria francese, mentre le truppe francesi erano stazionate ad Arcade, pronte a intervenire in caso di bisogno. Il Servizio Aeronautico italiano mitragliava il nemico volando a bassa quota per rallentare l'avanzata e per distruggere i passaggi sul fiume. In questo teatro di battaglia morì il maggiore Francesco Baracca, il più grande asso dell'aviazione italiana. Le cause della morte non sono mai state univocamente determinate e la versione ufficiale per lungo tempo è stata quella di un colpo di fucile ricevuto da terra da un tiratore austriaco appostato su un campanile. Secondo uno storico anglosassone, invece, da ricerche nei registri austro-ungarici risulterebbe che Baracca venne ucciso dal mitragliere di un biposto austriaco che l'asso italiano stava attaccando dall'alto. Dal Comando supremo militare italiano dipendevano il Raggruppamento Squadriglie da Bombardamento con il IV Gruppo, XI Gruppo e XIV Gruppo oltre al X Gruppo (poi 10º Gruppo).
Nella battaglia l'impiego del Corpo Aeronautico nella massa da caccia ed in quella da bombardamento rappresenta l'elemento determinante del ripiegamento del nemico che aveva sferrato l'ultima offensiva.
Le passerelle gettate sul Piave dagli austriaci il 15 giugno 1918 vennero bombardate incessantemente dall'alto e ciò comportò un rallentamento nelle forniture di armi e viveri. Ciò costrinse gli austriaci sulla difensiva e dopo una settimana di combattimenti, in cui gli italiani cominciavano ad avere il sopravvento, gli austriaci decisero di ritirarsi oltre il Piave, da dove erano inizialmente partiti. Centinaia di soldati morirono affogati di notte, nel tentativo di riattraversare il fiume in piena. Nelle ore successive alla ritirata austriaca, il re Vittorio Emanuele III visitava Nervesa liberata e completamente distrutta dai colpi di artiglieria. Ingenti i danni alle antiche ville sul Montello e al patrimonio artistico della zona. Stessa cosa per Spresiano: completamente distrutta. Gli austro-ungarici nella loro avanzata arrivarono sino al cimitero di Spresiano, ma l'artiglieria italiana che sparava da Visnadello e i contrattacchi della fanteria italiana riuscirono a bloccarli.

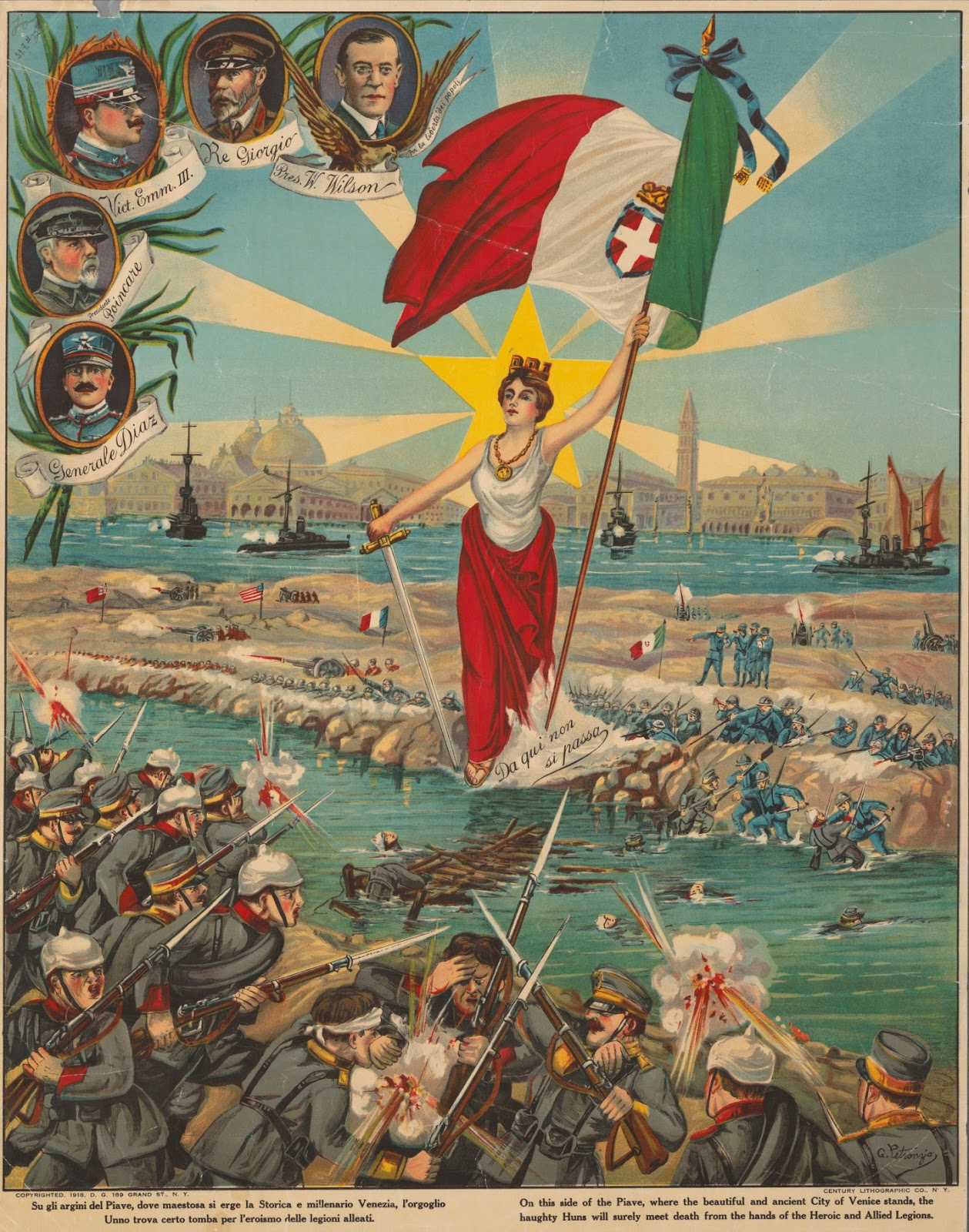
Manifesto di propaganda esaltante la difesa della linea del Piave

Le truppe austro-ungariche attraversarono il Piave anche in altre zone. Conquistarono pure le Grave di Papadopoli, ma si dovettero successivamente ritirare. A Ponte di Piave percorsero la direttrice ferroviaria Portogruaro-Treviso, dopo alcuni giorni di combattimenti molto aspri, nella zona di Fagarè, vennero respinte dagli arditi italiani. Passarono il Piave anche a Candelù, da Salgareda raggiunsero Zenson e Losson, ma la loro offensiva si spense ugualmente in pochi giorni.
Il 19 giugno 1918 nella frazione di San Pietro Novello presso Monastier di Treviso il Reggimento "Lancieri di Milano" (7º) comandato dal generale conte Gino Augusti, contenne e respinse l'avanzata delle truppe austro-ungariche infiltrate oltre le linee del Piave infliggendo loro una sconfitta decisiva nell'economia della battaglia del solstizio. L'operazione militare passerà alla storia come la "Carica di San Pietro Novello": il reggimento di Cavalleria pur in inferiorità di uomini e mezzi riuscì nell'impresa, combattendo anche appiedato in un corpo a corpo alla baionetta.
La mattina dell'attacco, sin dalle ore 4:00, dal suo posto di osservazione posto in cima a un campanile di Oderzo, il comandante delle truppe austriache, il feldmaresciallo Borojević, osservava l'effetto dei proiettili oltre il Piave. Le prime granate lacrimogene e asfissianti ottenevano pochi risultati, grazie alle maschere a gas inglesi usate dagli italiani. Durante la battaglia del solstizio gli austriaci spararono 200 000 granate lacrimogene e asfissianti. Sul fronte del Piave, quasi 6 000 cannoni austriaci sparavano sino a S. Biagio di Callalta e Lancenigo. Diversi proiettili da 750 kg di peso, sparati da un cannone su rotaia, nascosto a Gorgo al Monticano, arrivarono fino a 30 km di distanza, colpendo Treviso. Dall'altra parte del fronte, i contadini portavano secchi d'acqua agli artiglieri italiani per raffreddare le bocche da fuoco dei cannoni, che martellavano incessantemente le avanguardie del nemico e le passerelle poste sul fiume, per traghettare materiali e truppe. Il bombardamento delle passerelle fu determinante, in quanto agli austriaci vennero a mancare i rifornimenti, tanto da rendere difficile la loro permanenza oltre il Piave.
Nel frattempo gli italiani, alla foce del fiume, avevano allagato il territorio di Caposile, per impedire agli austriaci ogni tentativo di avanzata. Dal fiume Sile i cannoni di grosso calibro della Marina Italiana, caricati su chiatte, che si spostavano in continuazione per non essere individuate, tenevano occupato il nemico da San Donà di Piave a Cavazuccherina (Jesolo).
Il punto di massima avanzata degli austriaci, convinti di arrivare presto a Treviso, fu a Fagarè, sulla provinciale Oderzo-Treviso.

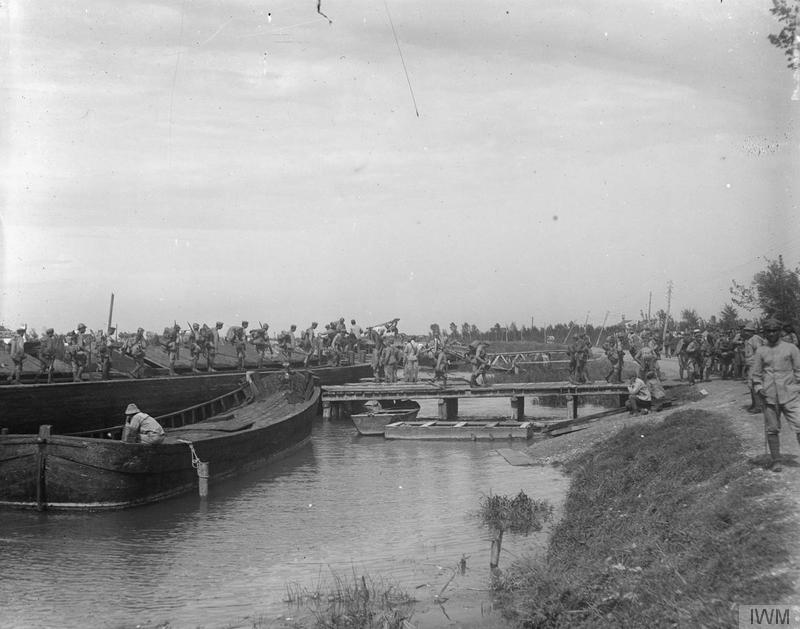
Fanti di marina italiani attraversano il Piave nel giugno 1918

Nella battaglia vennero impiegati intensivamente gli Arditi, una specialità della fanteria del Regio Esercito al comando del generale Ottavio Zoppi. Si trattava di un corpo speciale particolarmente addestrato alle tecniche d'assalto e al combattimento corpo a corpo. Operativamente organizzato in piccole unità i cui membri erano dotati di petardi "Thévenot", granate e pugnali, occupavano le trincee e le tenevano fino all'arrivo dei rincalzi di fanteria. Il tasso di perdite era estremamente elevato: in questa battaglia centinaia di Arditi vennero fatti sbarcare da una sponda all'altra del fiume Piave e la maggior parte di loro non giunse all'altra riva, ma i superstiti contribuirono alla ritirata austro-ungarica, anche per l'effetto psicologico che avevano questi effettivi sui soldati semplici che ne temevano l'aggressività e tecnica di combattimento.
La testa di ponte di Fagarè sulla direttiva Ponte di Piave-Treviso fu l'ultimo lembo sulla destra del Piave a cadere in mano italiana.
Per l’entità delle forze impiegate, lo svolgimento e l’esito, la seconda battaglia del Piave risulta molto simile alla seconda battaglia della Marna che segnò il definitivo punto di svolta della guerra sul fronte francese.

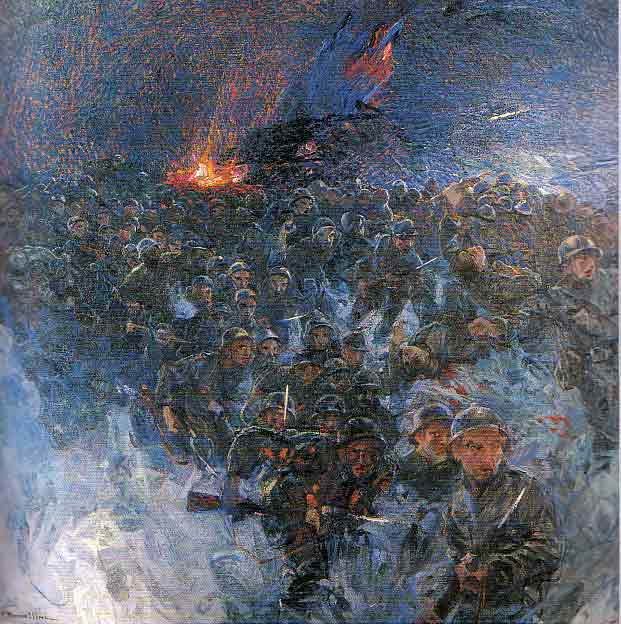
Alle porte d'Italia, dipinto di Nomellini

## Conseguenze della vittoria italiana
La tentata offensiva austriaca si tramutò quindi in una pesantissima disfatta: tra morti, feriti e prigionieri gli austro-ungarici persero quasi 120 000 uomini, quasi tutti appartenenti alla fanteria di prima linea o ai reparti d’assalto. La battaglia fu tuttavia violentissima e anche le perdite italiane ammontarono a circa 90 000 uomini.
L'esercito austriaco aveva costruito sul Piave circa 60 ponti e usato 200 pontoni e 1 300 imbarcazioni per il trasporto delle truppe. I punti principali di attraversamento del Piave furono quelli di Falzè, Nervesa, villa Jacur, Tezze, Cimadolmo, Salettuol, Candelù, Saletto di Piave, Fagarè, Zenson e San Donà di Piave.
Le perdite dell'aviazione austro-ungarica furono di 31 aerei; quelli degli italiani di 42 ma anche la vittoria nei cieli fu netta.
A causa degli insuccessi sul fronte alpino, che avevano avuto anche la conseguenza del disastro sul Piave, il vecchio feldmaresciallo Conrad fu destituito dalla sua carica e messo a riposo il 14 luglio. Contemporaneamente, gli venne conferito il titolo di conte e la carica onorifica di colonnello della Guardia Imperiale.
La grande battaglia non ebbe - ovviamente - soltanto un costo materiale di uomini e mezzi, ma una terribile conseguenza sulla vita civile delle popolazioni del Piave e sulle strutture urbane dei paesi compresi nel quadro del conflitto. Immensa, in egual misura, la distruzione di complessi architettonici di tradizione millenaria (come l'abbazia di Nervesa e il castello di San Salvatore a Susegana), e di opere d'arte di altissimo pregio che vennero irrimediabilmente perdute.
La battaglia comunque risultò decisiva per le sorti finali del conflitto sul fronte italiano. Nella situazione in cui si trovavano, infatti, la battaglia del solstizio era l'ultima possibilità per gli austriaci di volgere a proprio favore le sorti della guerra, ma il suo fallimento, con un bilancio così pesante e nelle disastrose condizioni socio-economiche in cui versava l'Impero, significò in pratica l'inizio della fine.
Il feldmaresciallo croato Borojević, comandante delle truppe austriache del settore e fautore dell'offensiva, capì che ormai l'Italia aveva superato la disfatta di Caporetto. Infatti, non solo si esauriva la spinta militare dell'Austria, ma apparivano anche i primi segnali di scontento tra la popolazione civile austriaca, per la scarsità di cibo: l'Intesa aveva isolato per mare gli Imperi Centrali e la penuria di risorse si faceva sentire. Dalla battaglia del solstizio, infatti, trascorsero solo quattro mesi prima della vittoria finale dell'Italia nella battaglia di Vittorio Veneto.

## Ricorrenza e sacrari della battaglia
La ricorrenza della battaglia viene ricordata ogni anno il 15 giugno e celebrata come la festa dell'Artiglieria. Il 24 giugno, giorno della fine della battaglia, viene celebrato come festa del Genio.
A Fagarè della Battaglia, sulla provinciale Oderzo-Treviso, sorge l'Ossario dei caduti della Grande Guerra. Fu edificato nel punto in cui gli austriaci raggiunsero la massima avanzata. Ai lati dell'Ossario sono stati trasportati i muri su cui figurano alcune celebri scritte, opera del bersagliere propagandista di guerra Ignazio Pisciotta, come "Tutti eroi! O il Piave, o tutti accoppati". Nonostante gli venga attribuita anche la paternità di "È meglio vivere un giorno da leone che cento anni da pecora", ripresa anche da Mussolini in un suo celebre discorso, sebbene il Pisciotta non ne avesse mai parlato, la reale attribuzione rimane dubbia; infatti l'origine della frase è di molto antecedente alla battaglia del solstizio, quando apparve anch'essa sul muro di una casa diroccata dai bombardamenti a Sant'Andrea di Barbarana, presso Ponte di Piave (TV), addirittura risorgimentale, tuttavia, vista la fama ottenuta in seguito al discorso del Duce, circolarono diverse rivendicazioni.
A Nervesa della Battaglia si trova l'Ossario ai caduti italiani sul Montello, con piccolo museo storico annesso. Verso Pederobba, sulla strada che porta a Feltre si trova invece quello francese. A Tezze di Piave e a Giavera del Montello si trovano i cimiteri militari britannici e nel tempio votivo di Ponte della Priula (Susegana), ci sono i resti di diversi soldati trovati anche di recente, sul greto del Piave.
Sull'altopiano di Asiago numerosi monumenti e cippi ricordano la battaglia. Nella Valmagaboschi una colonna romana ricorda il punto di massima penetrazione delle forze austroungariche e due cimiteri raccolgono le spoglie di numerosi soldati, un altro cimitero posto ad alcuni chilometri di distanza raccoglie le spoglie di Edward Brittain ricordato dalla sorella Vera.

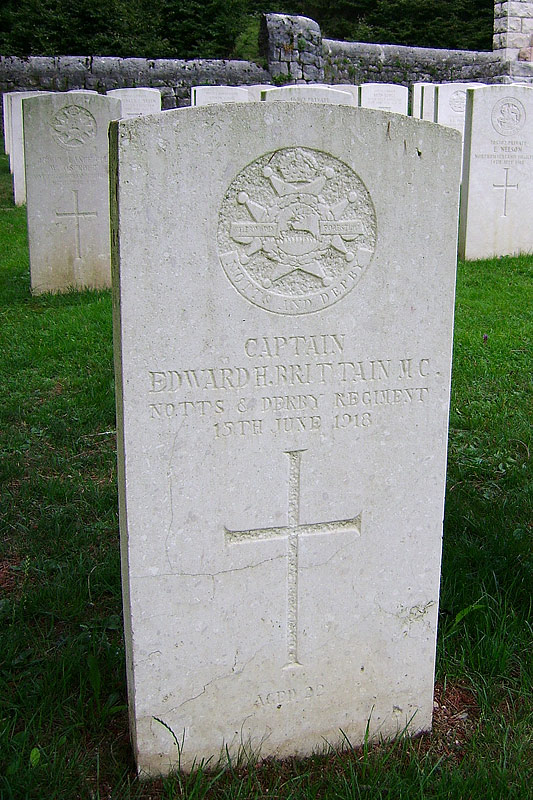
La lapide dove è sepolto il capitano Edward Brittain nel Granezza British Cemetery

Nella zona dei Tre Monti lapidi e cippi ricordano diversi reparti tra cui quelli francesi.
Vanno poi ricordati, oltre ai combattenti francesi, statunitensi e britannici, anche quei soldati cecoslovacchi che passarono dalla parte dell'esercito italiano. Essendo costoro cittadini dell'Impero austro-ungarico, se catturati venivano giustiziati, in quanto considerati traditori della patria. Sul viale alberato che portava da Conegliano a S. Vendemiano, ne vennero impiccati a decine.

## La presenza di Ernest Hemingway
Proprio in quel periodo si trovava nella zona di Fossalta di Piave il futuro premio Nobel per la letteratura Ernest Hemingway, allora diciottenne, che si era arruolato volontario con la Croce Rossa degli Stati Uniti e prestava servizio in zona come autista di autoambulanze.
Ferito dalle schegge di una bomba e da un proiettile di mitragliatrice, sarà poi decorato con la medaglia d'argento per essersi prodigato, anche dopo essere stato colpito, nel salvataggio di altri militari feriti. Da questa personale esperienza e dal successivo ricovero in un ospedale milanese trarrà il suo celebre romanzo Addio alle armi.
Nel Sacrario di Fagarè, fra i tanti militari sepolti, vi è l'unico statunitense, il tenente Edward McKey, amico di Hemingway, caduto in battaglia lungo il Piave, a cui lo scrittore dedicò una poesia, riportata sulla lapide ancora oggi visibile.

## Vera ed Edward Brittain
Il 15 giugno 1918 cadde sull'altopiano di Asiago, colpito da un cecchino austriaco, il capitano britannico Edward Harold Brittain. La sua scomparsa fu particolarmente traumatica per la sorella Vera Brittain che, trovandosi completamente sola, dopo una dolorosa serie di analoghe tragedie (le erano mancati anche numerosi amici partiti per la guerra, insieme al fidanzato), trovò comunque la forza di continuare a lavorare come aiuto-infermiera.
Rimasta sola con i suoi ricordi, la giovane iniziò a concretizzare l'idea di pubblicare i diari personali, ricchi di testimonianze su quegli anni di guerra, tra cui il best seller Testament of Youth, pubblicato nel 1933.
Quando morì a Wimbledon il 29 marzo 1970, la sua volontà fu che le sue ceneri fossero disperse sulla tomba del fratello Edward, caduto durante la battaglia del solstizio e che riposa nel cimitero britannico di Granezza, sull'altopiano. Sua figlia, l'ex ministro Shirley Williams, ha onorato questa richiesta nel settembre del 1970.